# Joachim Willeitner
Joachim Willeitner (* 1957 in Hof) ist ein deutscher Archäologe, Sachbuchautor und Reiseleiter.
Joachim Willeitner studierte ab 1977 Ägyptologie, Vorderasiatische Archäologie, Provinzialrömische Archäologie und Hethitologie und schloss 1985 mit einer Magisterarbeit zum Thema Der Ägyptische Einfluß auf die Kunst Westvorderasiens ab. 
Seit 1980 führt er Reisen in den Nahen Osten durch. Von 1990 bis 1995 war er Redakteur der Zeitschrift Antike Welt. Seither ist er als freiberuflicher Autor und Redakteur tätig und betreibt ein Bildarchiv. Er publizierte zahlreiche Sachbücher zu archäologischen Themen.
Willeitner ist verheiratet, hat zwei Kinder und lebt in der Nähe von München.

## Publikationen (Auswahl)
- Nubien. Hirmer, München 1997, ISBN 3-7774-7500-9.
- Libyen. Von den Felsbildern des Fezzan zu den antiken Städten am Mittelmeer. Hirmer, München 1998, ISBN 3-7774-8180-7.
- Libyen. Tripolitanien, Syrtebogen, Fezzan und die Kyrenaika (= DuMont Kunstreiseführer). DuMont, Köln 2001, ISBN 3-7701-4876-2 / 4. aktualisierte Auflage, DuMont Reiseverlag, Ostfildern 2011, ISBN 978-3-7701-4876-9.
- Jemen. Weihrauchstraße und Wüstenstädte. Hirmer, München 2002, ISBN 978-3-7774-8230-9.
- Die ägyptischen Oasen. Städte, Tempel und Gräber in der libyschen Wüste. von Zabern, Mainz 2003, ISBN 3-8053-2915-6.
- Abu Simbel. Die Felsentempel Ramses’ II. von der Pharaonenzeit bis heute. von Zabern, Mainz 2010, ISBN 978-3-8053-4226-1.
- Abu Simbel und die Tempel des Nassersees. Der archäologische Führer. von Zabern, Darmstadt, Mainz 2012, ISBN 978-3-8053-4457-9.
- Die Weihrauchstraße. von Zabern, Darmstadt 2013, ISBN 978-3-8053-4680-1.